# سییراچ
سییراچ (به صربی: Sijerač) یک منطقهٔ مسکونی در صربستان است که در بایینا باشتا واقع شده‌است. سییراچ ۲۰۱ نفر جمعیت دارد.